# Технониколь
Технониколь — российская компания, производитель кровельных, гидроизоляционных и теплоизоляционных материалов. Владеет более 70 заводами,  а также 7 научными подразделениями, представительствами и учебными центрами.
Общая численность сотрудников — более 9 500 человек. Входит в пятерку крупнейших европейских производителей гидроизоляционных материалов. В рейтинге крупнейших российских частных компаний Forbes Технониколь в 2020 году заняла 115 место.

## История
Компания «Технониколь» была основана в 1992 году. В 1993 году был открыт офис в Москве. В 1994 году компания запустила на Выборгском рубероидном заводе производство рулонных кровельных материалов. В 1995 году было открыто региональное торговое отделение в Санкт-Петербурге. По состоянию на конец 1999 года Технониколь владел 5 производственными площадками и 35 торговыми отделениями в разных регионах России. Компания также вышла на рынок Украины, открыв торговое отделение в Киеве.
В период с 2000 по 2003 год «Технониколь» приобретает первый завод за пределами России — Gargzdu MIDA (Литва) — и запускает производство гибкой черепицы под маркой Shinglas. Под брендом Техно выходит серия теплоизоляционных материалов из каменной ваты. Налажен выпуск мастик. Количество торговых отделений составило 50 штук.
В 2004 году открыт «Научный центр Технониколь». «Технониколь» открывает завод по производству битумных и битумно-полимерных материалов в Днепродзержинске (Украина). В Рязани совместно с компанией Chova (Испания) открыт крупнейший в России завод по производству черепицы Shinglas. Открыто представительство в Варшаве. В 2005 году Технониколь вышла на первое место в Европе по объему выпуска кровельных мембран.
В 2006—2008 гг. «Технониколь» начинает производство экструзионного пенополистирола под маркой Техноплекс. Запущено два завода общей мощностью 600 тысяч кубических метров в год. Построен и запущен первый в России завод полного цикла по выпуску полимерных мембран Logicroof — гидроизоляционных материалов для быстровозводимых зданий.
В 2013 году «Технониколь» купила итальянский завод строительных материалов Italiana Membrane. В Рязани запущен второй завод по производству гибкой черепицы SHINGLAS.
В 2014 году «Технониколь» приобрела 100 % акций итальянского производителя строительных материалов Imper Italia S.p.A., в состав которого входят два предприятия. В Учалах, Башкирия, было запущено производство профилированной мембраны Planter.
В 2016 году в Рязани запущены завод по производству теплоизоляционных материалов на основе пенополиизоцианурата (PIR), предприятие по выпуску монтажных пен. В Ростовской области завершено строительство завода по производству базальтовой теплоизоляции. В Хабаровском крае в ТОР «Хабаровск» запущено предприятие, выпускающее базальтовую теплоизоляцию.
В 2017 году в Рязани был открыт завод по выпуску пластиковых водосточных систем, а также предприятие, выпускающее добавки в бетон, в Воскресенске.
В 2018 году Технониколь закрыла сделку по покупке 100 % акций белгородского АО «ЗНОиМ», входящего в ГК IZOVOL.
В 2019 году компания запустила производство строительных пленок в Рязани и завод по производству экструзионного пенополистирола в Осиповичах.
В 2020 году в Хабаровске Технониколь открыла 2 предприятия — завод по выпуску пластиковых водосточных систем и завод по вторичной переработке полимеров.
В 2022 году в состав компании вошли лесопромышленные красноярские предприятия «ЛесСервис» и ДК «Премьер – Лес», свердловский «ДОК ТН-Нижний Тагил» и нижегородский производитель домокомплектов «Малоэтажные Комфортные дома»..

## Санкции
29 мая 2023 года, на фоне вторжения России на Украину, Колесников и польские структуры компании «Технониколь» попали в санкционный список Польши, так как они «несут косвенную ответственность за материальное или финансовое обеспечение деятельности, которая угрожает территориальной целостности, суверенитету и независимости Украины». Санкции предполагают блокировку активов компании и запрет на въезд в Польшу. В июле 2023 года власти Польши передали под принудительное внешнее управление местные активы «Технониколь»: компании Boerner Insulation и Boerner Service.
В 2017 году Российская газета написала статью  "Минобороны получит мобильные атомные реакторы для Арктики", в которой сказано, что Министр обороны дал команду сделать пилотный проект атомных станций малой мощности в интересах Минобороны, сообщается также, что стоимость проекта составляет порядка 20 миллиардов рублей и  в качестве инвестора проекта может выступить корпорация "Технониколь".
Последствия санкций не оказали на компанию сильного влияния. На момент 2024 года у компании в наличии 20 складов на территории Украины. Работают почти во всех областях Украины. Компания изменила логотип сайта и убрала слова техниколь с сайта, но логотипы на товарах так и остались